# Квей (округ, Нью-Мексико)
Шаблон:StateAbbr_ 35°07′ пн. ш. 103°33′ зх. д. / 35.11° пн. ш. 103.55° зх. д.
Округ  Квей (англ. Quay County) — округ (графство) у штаті  Нью-Мексико, США. Ідентифікатор округу 35037.

## Історія
Округ утворений 1887 року.

## Демографія
За даними перепису 
2000 року 
загальне населення округу становило 10155 осіб, зокрема міського населення було 5930, а сільського — 4225.
Серед мешканців округу чоловіків було 4920, а жінок — 5235. В окрузі було 4201 домогосподарство, 2845 родин, які мешкали в 5664 будинках.
Середній розмір родини становив 2,9.
Віковий розподіл населення поданий у таблиці:
| Стать    | До 15 років | 15-21 | 22-29 | 30-39 | 40-49 | 50-65 | 65-85 | Понад 85 |
| -------- | ----------- | ----- | ----- | ----- | ----- | ----- | ----- | -------- |
| Чоловіки | 1016        | 485   | 344   | 571   | 703   | 947   | 777   | 77       |
| Жінки    | 988         | 490   | 354   | 609   | 741   | 979   | 908   | 166      |

## Суміжні округи
- Юніон — північ
- Гартлі, Техас — північний схід
- Олдем, Техас — схід
- Деф-Сміт, Техас — південний схід
- Рузвельт — південь
- Каррі — південь
- Де-Бака — південний захід
- Сан-Мігель — захід
- Гвадалупе — захід
- Гардінґ — північний захід

## Виноски
1. ↑  U.S. Decennial Census. United States Census Bureau. Архів оригіналу за 26 квітня 2015. Процитовано 2 січня 2015.
2. ↑  Historical Census Browser. University of Virginia Library. Архів оригіналу за 11 Серпня 2012. Процитовано 2 січня 2015.
3. ↑  Population of Counties by Decennial Census: 1900 to 1990. United States Census Bureau. Архів оригіналу за 16 Квітня 2015. Процитовано 2 січня 2015.
4. ↑  Census 2000 PHC-T-4. Ranking Tables for Counties: 1990 and 2000 (PDF). United States Census Bureau. Архів оригіналу (PDF) за 18 Грудня 2014. Процитовано 2 січня 2015.
5. ↑  State & County QuickFacts. United States Census Bureau. Архів оригіналу за 21 Жовтня 2015. Процитовано 30 вересня 2013.(англ.) Наведено за англійською вікіпедією.
6. ↑  American FactFinder. Бюро перепису населення США. Архів оригіналу за 29 липня 2011. Процитовано 31 січня 2008.

| США | Це незавершена стаття з географії США. Ви можете допомогти проєкту, виправивши або дописавши її. |